# Sem Sombra de Pecado
Sem Sombra de Pecado é um filme português do género drama, realizado e escrito por José Fonseca e Costa e Mário de Carvalho, com base no conto E aos Costumes Disse Nada do livro Gaivotas em Terra de David Mourão-Ferreira. Foi protagonizado por Victoria Abril, Armando Cortez, Mário Viegas e Saul Santos. Estreou-se em Portugal a 11 de fevereiro de 1983. O filme foi escolhido para representar Portugal na competição do Óscar de melhor filme estrangeiro da edição de 1984.

## Elenco
- Victoria Abril como Maria da Luz, Lucília
- Saul Santos como cadete
- Armando Cortez como tenente Sanches
- João Perry como tio Miguel
- Mário Viegas como Henrique
- Inês de Medeiros como Rita
- Lia Gama como Adelina

## Reconhecimentos
| Ano  | Prémios                                                     | Categorias                                     | Destinatários e nomeados                 | Resultado   | Referências       |
| ---- | ----------------------------------------------------------- | ---------------------------------------------- | ---------------------------------------- | ----------- | ----------------- |
| 1983 | Instituto Português do Cinema                               | Grande Prémio do Instituto Português do Cinema | Sem Sombra de Pecado                     | Venceu      | [ 2 ] [ 5 ] [ 6 ] |
| 1983 | Prémios Nova Gente                                          | Melhor filme                                   | Sem Sombra de Pecado                     | Venceu      | [ 2 ] [ 5 ] [ 6 ] |
| 1983 | Prémios Nova Gente                                          | Melhor realização                              | José Fonseca e Costa                     | Venceu      | [ 2 ] [ 5 ] [ 6 ] |
| 1983 | Prémios Nova Gente                                          | Melhor atriz                                   | Lia Gama                                 | Venceu      | [ 2 ] [ 5 ] [ 6 ] |
| 1983 | Prémios Nova Gente                                          | Melhor ator                                    | Mário Viegas                             | Venceu      | [ 2 ] [ 5 ] [ 6 ] |
| 1983 | Festival Internacional de Cinema Cómico da Corunha          | Prémio Especial do Júri                        | Sem Sombra de Pecado                     | Venceu      | [ 2 ] [ 5 ] [ 6 ] |
| 1983 | Festival Internacional de Cinema Cómico da Corunha          | Prémio à Interpretação Feminina                | Victoria Abril                           | Venceu      | [ 2 ] [ 5 ] [ 6 ] |
| 1983 | MystFest: Festival Internacional de Giallo e Mistério       | Melhor filme                                   | Sem Sombra de Pecado                     | Indicado    | [ 2 ] [ 5 ] [ 6 ] |
| 1983 | MystFest: Festival Internacional de Giallo e Mistério       | Melhor argumento                               | José Fonseca e Costa e Mário de Carvalho | Venceu      | [ 2 ] [ 5 ] [ 6 ] |
| 1984 | Festival de Cinema de Biarriz                               | Makila de Honra                                | Sem Sombra de Pecado                     | Venceu      | [ 2 ] [ 5 ] [ 6 ] |
| 1984 | Prémios Se7es de Ouro                                       | Melhor realização                              | José Fonseca e Costa                     | Venceu      | [ 2 ] [ 5 ] [ 6 ] |
| 1984 | Prémios Se7es de Ouro                                       | Melhor ator                                    | Mário Viegas                             | Venceu      | [ 2 ] [ 5 ] [ 6 ] |
| 1984 | 56.º Óscar da Academia de Artes e Ciências Cinematográficas | Óscar de melhor filme estrangeiro              | Sem Sombra de Pecado                     | Não nomeado | [ 2 ] [ 5 ] [ 6 ] |